# Bonawentura Raczyński
Bonawentura Raczyński herbu Nałęcz – chorąży przedecki w latach 1791–1793, stolnik radziejowski w latach 1787–1791, wojski mniejszy inowrocławski w latach 1786–1787, konsyliarz województw brzeskokujawskiego i inowrocławskiego w konfederacji targowickiej.
Poseł na sejm 1786 roku i sędzia sejmowy z województwa inowrocławskiego.